# Adémar de Chabannes
Adémar de Chabannes (988-1034) va ser un monjo francès, del qual destaca la seva feina com a historiador i músic.
Com a historiador va escriure les primeres cròniques d'Aquitània de l'edat mitjana, també va ser músic fent composicions per a textos religiosos. També se'l coneix per falsejar dades amb relació a sant Marçal.

## Biografia
Adémar va néixer a Chabannes, un poblet a l'actual departament francès del departament de l'Haute-Vienne. Va ser educat al monestir de Sant Marçal a Llemotges, on va passar la seva vida com a monjo alternant-hi estades al monestir de Sant Cybard a Angulema.

## Escrits

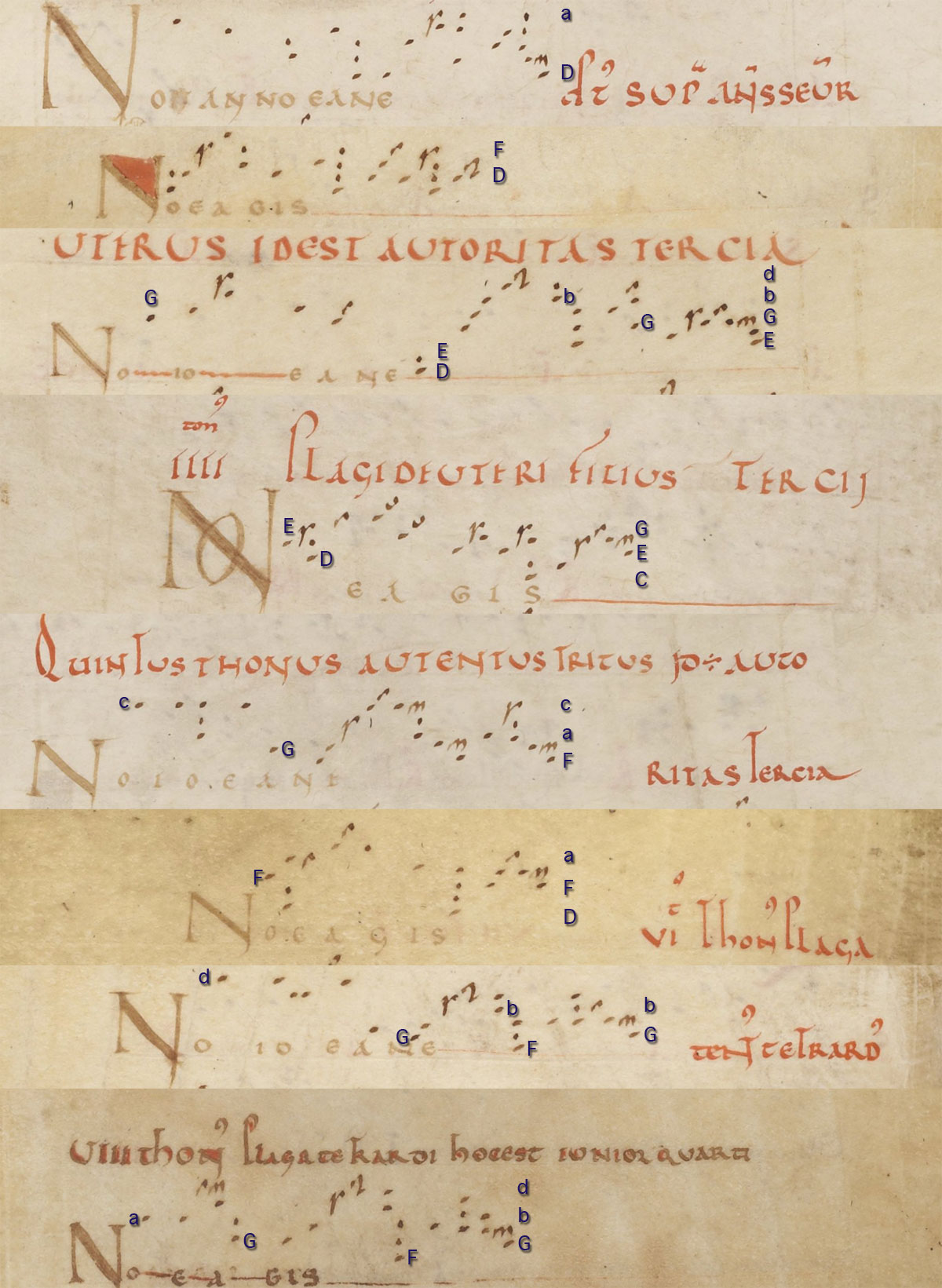
Partitura per a 8 tons, segons la notació d'Adémar (Paris, Bibliothèque Nationale de France, fonds lat., Ms. 909, fol. 151r-154r)

Adémar va passar la major part de la seva vida escrivint i transcrivint cròniques. El seu principal treball és una història titulada Chronicon Aquitanicum et Francicum o Historia Francorum. Consta de tres llibres amb una part que connecta la història dels francs amb el fabulós reialme de Pharamond, rei dels francs cap al 1028. Els dos llibres primers són poca cosa més que una còpia de les primeres narracions sobre els antics reis francs, entre aquestes en podem reconèixer el Liber Historiae Francorum, la Continuació de Fredegar i els Annales regni Francorum. El tercer llibre, però, tracta del període que va des del 814 fins al 1028 i és de considerable importància històrica. Va ser publicat dins del Monumenta Germaniae historica Scriptores. Vol. iv (Hanover and Berlin, 1826–1892).
També va escriure Commemoratio abbatum Lemovicensium basilicae S. Martialis apostoli (848-1029) i Epistola ad Jordanum Lemovicensem episcopum et alios de apostolatu S. Martialis, ambdós publicats per Migne a la Patrologia Latina, volum cxli (París, 1844–1855).

## Falsificacions
Es va encarregar d'escriure la llegenda de Sant Marçal, bisbe del segle tercer que va convertir al cristianisme la zona de LLemotges, però que en realitat havia viscut segles abans i era concretament un dels deixebles originals de Jesús de Natzaret. Va suplir l'escassa documentació sobre el bisbe sant Marçal en afegir una biografia inventada, l'autoria fictícia de la qual ha atribuït a un successor d'ell, el bisbe Aurelià. Per donar-li més importància al sant, va compondre una missa apostòlica¹, què és la primera composició de música occidental que s'hagi conservat amb l'autògraf inclòs.
La falsificació va ser descoberta per un monjo mendicant, un benedictí de Chiusa, que ha declarat aquesta devoció de sant Marçal com ofensiva a Déu. La reacció d'Ademar va ser construir falsedat sobre falsedat, i va inventar que en un concili del 1031 s'hauria confirmat l'apostolicitat del sant, fins i tot va presentar una carta falsa suposadament signada pel papa. Adémar se'n va sortir amb la seva, el monjo benedictí va caure en desgràcia i l'enrevesat conjunt de falsificacions no va ser destapat fins al segle xx, quan a la dècada dels 1920 l'historiador Louis Saltet en va treure l'entrellat. Mentrestant historiadors catòlics van ignorar les revelacions de Saltet fins als anys 1990.

## Llegat
Adémar va compondre la missa i un ofici, a l'estil gregorià, dedicat a Sant Marçal, i és també l'autor dels textos². Adémar va morir cap al 1034, molt probablement a Jerusalem, on hi havia anat de pelegrinatge.